# Casa de pasillo central

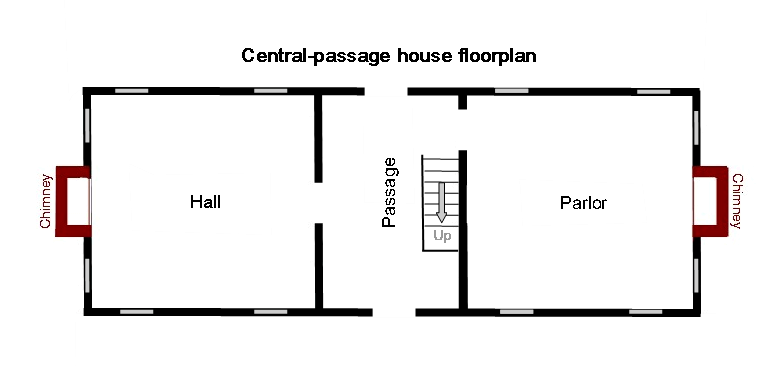
Plano de una casa básica de pasillo central.

La casa de pasillo central, también conocida como casa de planta de pasillo central, cabaña de Williamsburg y cabaña de tipo Tidewater, era un tipo de casa vernácula del período colonial en adelante hasta el siglo XIX en los Estados Unidos.
Se desarrolló principalmente en las colonias de Maryland y Virginia a partir de la casa de salón y sala, comenzando a aparecer en mayor número alrededor del año 1700. Se desarrolló parcialmente a medida que una mayor seguridad económica y el desarrollo de convenciones sociales transformaron la realidad del paisaje estadounidense, pero también fue fuertemente influenciado por sus parientes arquitectónicos formales, los estilos palladiano y georgiano con su énfasis en la simetría.

## Características

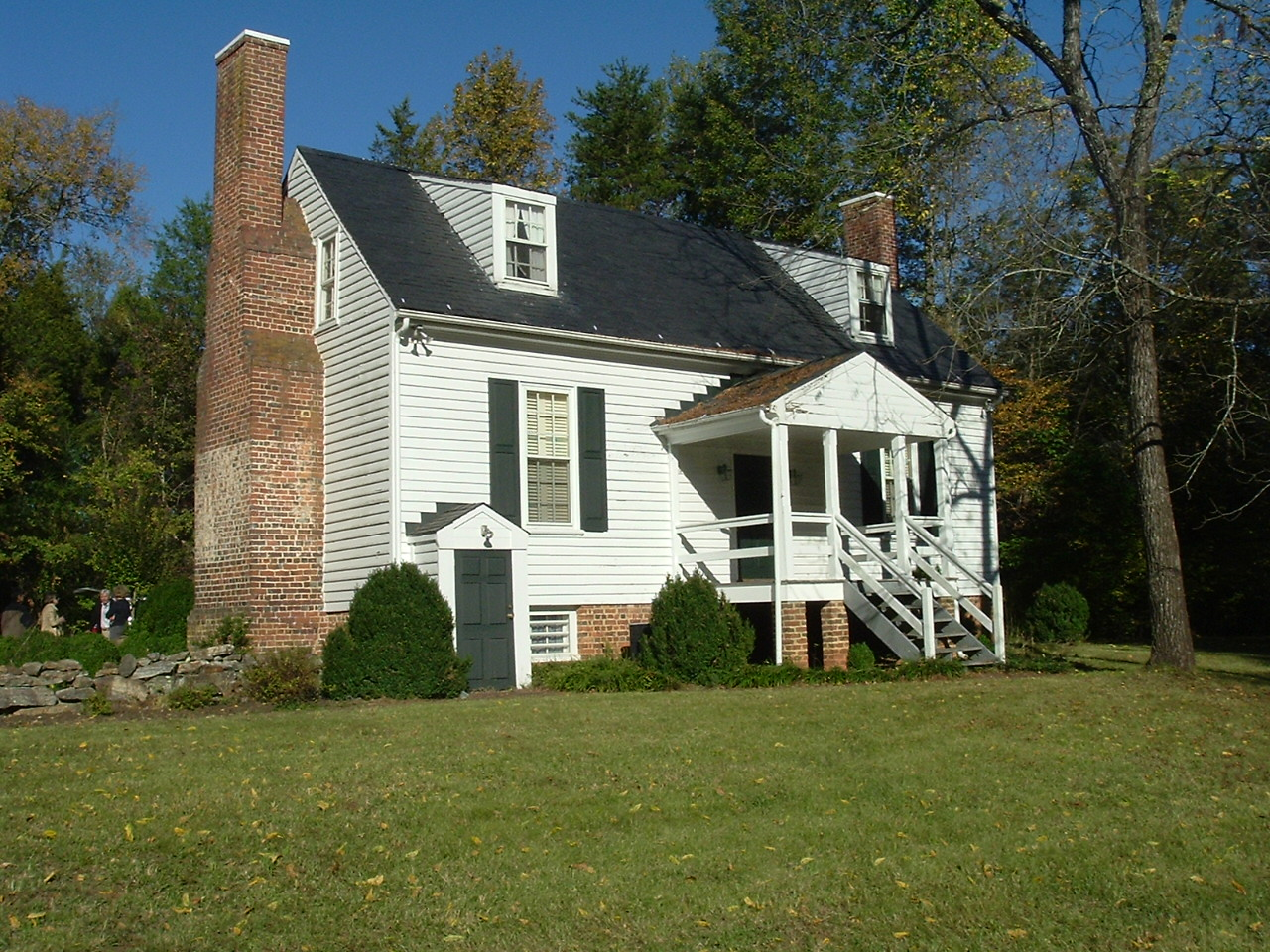
Locust Grove, un ejemplo de estructura de madera cerca de Dillwyn, Virginia. Construido antes de 1794.

La casa del pasillo central se construyó de manera muy parecida a la casa de salón y sala, excepto que su vestíbulo y salón estaban divididos por un pasillo central. De hecho, en muchos de los primeros ejemplos, se agregó una segunda división dentro de la estructura existente a un arreglo de salón-sala o se agregó una habitación adicional a un lado para formar una casa de pasillo central. En su forma, tenía un piso y medio, estaba sobre una base elevada y tenía chimeneas a dos aguas. Los ejemplos anteriores siempre tenían una habitación de profundidad (una sola pila) y tenían un techo muy inclinado.
La pila simple finalmente dio paso a dos tipos de habitaciones de profundidad o de doble pila y un techo con una pendiente más suave y ventanas abuhardilladas a finales del siglo XVIII. Además, los primeros ejemplos muestran cierta asimetría, pero esto fue rápidamente reemplazado por una fachada estrictamente simétrica. Usualmente empleaba la fórmula del "doble cuadrado", es decir, la casa era dos veces más larga que alta. Los ejemplos de entramado de madera con tablas y ladrillo son igualmente conocidos.
Los elementos estilísticos que eran chimeneas de sujetalibros masivas con tapas rectangulares, arcos escarzanos o segmentados sobre las aberturas de puertas y ventanas, y una mesa freática elevada, a menudo de ladrillo moldeado. Cuando se construye con muros de carga de mampostería de ladrillo, los detalles decorativos a menudo incluyen enlaces flamencos y enlaces ingleses. El Diapering (patrones diagonales de diamantes hechos con ladrillos más oscuros) también era común en los extremos de los hastiales.